# Русаля
Руса́ля (болг. Русаля) — село у Великотирновській області Болгарії. Входить до складу общини Велико-Тирново.

## Населення
За даними перепису населення 2011 року у селі проживали 275 осіб.
Національний склад населення села:
| Національність   | Кількість осіб | Відсоток |
| ---------------- | -------------- | -------- |
| болгари          | 267            | 97,4%    |
| турки            | 5              | 1,8%     |
| цигани           | 0              | 0%       |
| Всього відповіли | 274            |          |

Розподіл населення за віком у 2011 році:
Динаміка населення: